# Eldslagning

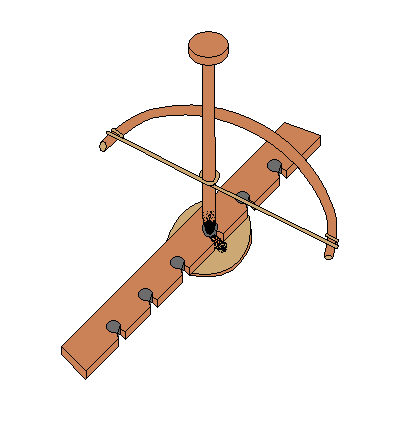
Bågborr

Eldslagning är ett sammanfattande begrepp för att för hand åstadkomma sådan värme att ett bränsle antänds, (oxideras med hjälp av luftens syre). Olika metoder har använts genom tiderna:
- Slå två stenar mot varandra så att gnistor bildas vilka i sin tur kan ge tillräcklig värme. Ofta användes flinta, på senare tid tillsammans med eldstål.
- Eldborr: handborr och bågborr. Utnyttjar den friktionsvärme som uppstår när "borr" roterar mot en yta.
- Brännglas, en optisk lins som koncentrerar solljus mot en punkt så att temperaturen stiger tillräckligt.

Oftast användes fnöske som bränsle för att skapa en första förbränning  med vilket tändet antänds, och detta tänder i sin tur det verkliga bränslet, till exempel ved.
Innan eldslagning började användas av människan var man tvungen att hålla eld levande, eld som till exempel uppstod vid åsknedslag.